# Hypera arator
Hypera arator är en skalbaggsart som först beskrevs av Carl von Linné 1758.  Hypera arator ingår i släktet Hypera, och familjen vivlar. Arten är reproducerande i Sverige.